# Vincetoxicum paniculatum
Vincetoxicum paniculatum är en oleanderväxtart som först beskrevs av Aleksandr Andrejevitj Bunge, och fick sitt nu gällande namn av Cheng Yih Wu och D. Z. Li. Vincetoxicum paniculatum ingår i släktet tulkörter, och familjen oleanderväxter. Inga underarter finns listade i Catalogue of Life.